# Максимова, Антонина Михайловна
Антони́на Миха́йловна Макси́мова (25 октября 1916, Тула — 7 октября 1986, Москва) — советская актриса театра и кино, заслуженная артистка РСФСР (1969).

## Биография
Родилась 25 октября 1916 года в Туле. Её отец Михаил Дмитриевич Максимов более тридцати лет проработал на Тульском оружейном заводе; мать Александра Ефимовна Максимова (21.03.1893 — 31.08.1971) была домохозяйкой, помимо дочери воспитывала двоих сыновей.
После окончания школы Антонина уехала в столицу, где поступила на актёрский факультет ГИТИСа.
Дебют Максимовой в кино состоялся в 1934 году в картине «Петербургская ночь» начинающая актриса сыграла эпизодическую роль студентки-нигилистки. В 1936 году Антонина Михайловна сыграла одну из главных ролей в фильме Г. Л. Рошаля «Зори Парижа».
В 1938 году окончила ГИТИС и в 1939 году была принята в труппу московского театра «Комедия». С 1940 года работала в Саратовском театре драмы имени К. Маркса, где сыграла Катю в пьесе Максима Горького «Варвары», трактористку Катерину в популярной советской комедии А. Е. Корнейчука «В степях Украины», а также Нину Васильевну Смельскую в комедии А. Н. Островского «Таланты и поклонники».
С началом Великой Отечественной войны Максимова ушла на фронт и до 1943 года служила радисткой, а затем была зачислена в состав театральной бригады 1-го фронтового театра ВТО, участвовала в постановках «Жди меня» (Лиза), «Фрол Скобелев» (Варя), «Укрощение укротителя» (Мария). 
После войны, в 1946 году Антонина Михайловна в течение одного сезона работала в драматическом ансамбле Центрального дома культуры железнодорожников. Начиная с августа 1947 года — актриса театра-студии киноактёра и киностудии «Мосфильм».
В 1982 году совместно с режиссёром театра им. Моссовета Павлом Хомским подготовила моноспектакль  по произведениям И. А. Бунина «Но след мой в мире есть», который представила на сцене Театра-студии киноактёра.
Умерла в Москве после тяжелой продолжительной болезни 7 октября 1986 года. Похоронена рядом со своей матерью на Долгопрудненском кладбище (участок № 115).

## Семья
Отец — Михаил Дмитриевич Максимов
Мать — Александра Ефимовна Максимова (1893—1971). Похоронена на Долгопрудненском кладбище, участок №115.
Брат — Владимир Михайлович Максимов (род. 1930), трудился в сфере полиграфической промышленности.
Второй брат жил в Ленинграде и работал в Институте точных измерительных приборов.
В 1936—1938 годах состояла в отношениях с актёром Дмитрием Львовичем Дорлиаком (1912—1938), результатом которых стало рождение ребёнка, умершего во младенчестве в 1937 году.
Муж — Яков Лазаревич Аким (1923—2013), советский детский поэт и сценарист. Брак продлился недолго, и общих детей в браке не было.
- Падчерица  —  Ирина Яковлевна Медведева (род. 1949), литератор и педагог.

## Фильмография
1. 1934 — Петербургская ночь — студентка-нигилистка
2. 1936 — Зори Парижа — Катрина Миляр
3. 1939 — Моряки — Галина Зорина
4. 1939 — Воздушная почта — Галина Зорина
5. 1948 — Суд чести — Ольга Верейская
6. 1948 — Мичурин — художница
7. 1951 — Второй караван — Мелкумова
8. 1955 — Тайна двух океанов — Ольга Быстрых, врач
9. 1955 — Отелло — Эмилия
10. 1955 — Попрыгунья — Звонковская
11. 1958 — Маяковский начинался так… — Людмила Маяковская
12. 1959 — Баллада о солдате — мать Алёши
13. 1959 — Черноморочка — эпизод
14. 1959 — Особый подход — Кузьмич, директор завода
15. 1960 — Прощайте, голуби
16. 1960 — Каток и скрипка — мать Саши
17. 1961 — Любушка — дама на бегах
18. 1962 — Суд — эпизод
19. 1963 — Приходите завтра… — Наташа, невеста Николая
20. 1963 — Бухта Елены — Вера Павловна
21. 1965 — Спящий лев — Софья Михайловна, эпизод
22. 1965 — Звонят, откройте дверь — Вера Викторовна Иванова
23. 1966 — Берегись автомобиля — актриса народного театра
24. 1967 — Твой современник — Елизавета Кондратьевна
25. 1969 — Почтовый роман — Мария Павловна
26. 1970 — Поздний ребёнок — Ольга Нечаева, мать
27. 1970 — Секретарь парткома — Задорожная
28. 1971 — Мальчики — Вера Ивановна, учительница в детдоме
29. 1971 — Красно солнышко — тётка Настасья
30. 1971 — Офицер запаса — Иоанна Павловна Евдокимова
31. 1972 — Зимородок — жена командира
32. 1973 — Невероятные приключения итальянцев в России — женщина, лежащая на лавочке
33. 1975 — Концерт для двух скрипок — мать Андрея
34. 1975 — Как закалялась сталь — Екатерина Михайловна Корчагина, мать Павки
35. 1975 — Это мы не проходили — Галина Петровна
36. 1977 — Девочка, хочешь сниматься в кино? — эпизод
37. 1980 — Ленин в Париже — Лаура Лафарг
38. 1980 — Желаю успеха — Мать Петра

## Призы и награды
- Орден Отечественной войны II ст. (1985).